# أنديرة جلدية
أنديرة جلدية (الاسم العلمي:Andira coriacea) هي نوع من النباتات تتبع جنس الأنديرة من الفصيلة البقولية.